# Единичный отрезок
Единичный отрезок — величина, принимаемая за единицу при геометрических построениях. При изображении декартовой системы координат, единичный отрезок обычно отмечается на каждой из осей.

### Единичный отрезок в математике
Роль единицы в математике чрезвычайно велика. Единичный интервал, как множество чисел положительных, но не превосходящих единицы, является одним из основных множеств для построения примеров, во всех областях математики.
Очень много определённых математических величин лежит на единичном отрезке. Например: вероятность, область определения  и область значения многих основных функций.
В виду этого, а также другого, часто проводят операцию нормировки множества чисел, отображая его различными образами на единичный отрезок.

## Единичный отрезок в кристаллографии
Единичным отрезком называются отрезки, отсекаемые единичной гранью на каждой из кристаллографических осей.